# احمد السهیل
احمد السهیل (انگلیسی: Ahmed Al-Suhail؛ زادهٔ ۳۱ اکتبر ۱۹۸۸) یک ورزشکار اهل عربستان سعودی است.
از باشگاه‌هایی که در آن بازی کرده‌است می‌توان به باشگاه فوتبال الاتفاق عربستان سعودی، باشگاه فوتبال التعاون عربستان سعودی، باشگاه فوتبال النجمه عربستان سعودی، باشگاه فوتبال نجران عربستان سعودی، و باشگاه فوتبال التعاون عربستان سعودی اشاره کرد.